# 13416 Berryman
13416 Berryman este un asteroid din centura principală de asteroizi.

## Descriere
13416 Berryman este un asteroid din centura principală de asteroizi. A fost descoperit pe 30 octombrie 1999 în cadrul proiectului CSS. Asteroidul prezintă o orbită caracterizată de o semiaxă mare de 3,15 ua, o excentricitate de 0,23 și o înclinație de 4,0° în raport cu ecliptica.